# ホルディリディア
「ホルディリディア」（Hol-Di-Ri-Dia）は、19世紀のスイス民謡（ヨーデル）に基づく日本の唱歌である。原曲はJohann Lüthiの『Vo Luzärn uf Wäggis zue』。

## 概要
スイス生まれの童謡である。訳詩・歌詞はいくつか存在するが、飯塚広による歌詞が有名である。「ホルディリディア　ホルディリア」という歌詞が繰り返される。
原曲の「Vo Luzärn uf Wäggis zue」とは、「ルツェルンからヴェッギスまで」という意味。

## 曲の使用
エプソン製メロディICに収録されている。
また、パトライト製電子音報知器の音源や（2009年以前はEPSON製メロディICが使われていた）、スモールワールド音楽隊のメロディーや、からくり時計にも使用されている。
2021年には宝くじのコマーシャルに使用されている。

## みんなのうた
1961年4月に放送開始したNHK『みんなのうた』で、同年の8月に紹介された。編曲は服部正が手掛け、歌は東京少年少女合唱隊が担当した。
5年後の1966年8月には「湖のむこうに」というタイトルで放送された。訳詞は峯陽、編曲は山本直純が手掛け、歌は東京放送児童合唱団が担当した。
映像は双方ともに実写だが現存しておらず、音源は『みんなのうた発掘プロジェクト』で発掘されたものの、初回版の再放送はされていないが、リメイク版は2021年9月に、定時番組では55年ぶりにラジオのみで再放送された。